# Studia z Filologii Polskiej i Słowiańskiej
„Studia z Filologii Polskiej i Słowiańskiej” – rocznik naukowy, wydawany przez Instytut Slawistyki PAN. Wydawany od 1955.